# Terytorium patriarsze Jerozolimy (chaldejskie)
Terytorium patriarsze Jerozolimy – chaldejski Kościół partykularny w Jerozolimie, od 1997 r. jedno z 5 terytoriów patriarszych funkcjonujących w Kościele katolickim. Jest to terytorium podległe bezpośrednio patriarsze Babilonu administrowane przez wikariusza z tytułem protosyncela.

## Historia
Egzarchat patriarszy Jerozolimy został ustanowiony w 1908 r. za patriarchatu Józefa VI Emmanuela II Tomasza.
Status jednostki administracyjnej zmieniał się w różnych okresach:
- od 1908 r. egzarchat patriarszy Jerozolimy;
- od 1970 r. wikariat patriarszy Jerozolimy;
- od 1991 r. egzarchat patriarszy Jerozolimy;
- od 1997 r. terytorium patriarsze Jerozolimy.

## Ordynariusze
- bp Ishaq Khoudabash, egzarcha patriarszy Jerozolimy w l. 1908–1927;
- sede vacante w l. 1927–1944;
- ks. Boutros Sha’ya, wikariusz patriarszy Jerozolimy w l. 1970–1978; wcześniej: egzarcha patriarszy Jerozolimy w l. 1944–1970
- sede vacante w l. 1978–1980;
- ks. Henri Gouillon, wikariusz patriarszy Jerozolimy w l. 1980–1990;
- ks. Paul Collin, w l. 1997–2011[2] protosyncel jerozolimski; wcześniej: wikariusz patriarszy Jerozolimy w l. 1990–1991, egzarcha patriarszy Jerozolimy w l. 1991–1997;
- sede vacante od 2012[2] r.